# Subjects- en objectsaccusativus
De subjects- en objectsaccusativus vervullen beide een belangrijk rol in de A.C.I.-constructie.

## Subjectsaccusativus
Een subjectsaccusativus is letterlijk een onderwerps-accusativus (subject = onderwerp, accusativus = de typische naamval voor het lijdend voorwerp). In de A.C.I. staan soms twee accusativi. De accusativus die je vertaalt als onderwerp (subject) van de zin in de indirecte rede, is dan de subjectsaccusativus.
Deze benaming is eigenlijk niet correct, omdat taalkundig gezien deze accusativus geen subject is. De A.C.I. is namelijk mogelijkerwijs ontstaan uit een combinatie van een infinitiefconstructie en een lijdend-voorwerpsconstructie: de zogenaamde 'subjectsaccusativus' is dus van oorsprong waarschijnlijk object. De benaming wordt gebruikt omdat deze het gemak vergroot bij het analyseren van A.C.I.-constructies, en omdat er geen andere term is.

## Objectsaccusativus
Een objectsaccusativus is letterlijk een lijdend voorwerps-accusativus (object = lijdend voorwerp, accusativus = de typische naamval voor het lijdend voorwerp). In de A.C.I. staan soms twee accusativi. De accusativus die je vertaalt als lijdend voorwerp (object) van de zin in de indirecte rede, is dan de objectsaccusativus.